# Michael Krautzberger
Michael Krautzberger (* 4. Juni 1943 in Reichenberg; † 2. Oktober 2021) war ein deutscher Jurist.

## Biografie
Krautzberger studierte von 1962 bis 1968 Rechtswissenschaften, Politikwissenschaft, Soziologie und Kunstgeschichte an der Universität München. Nach dem Referendariat promovierte er 1971 mit einer Arbeit zu Die Erfüllung öffentlicher Aufgaben durch Private zum Dr. jur. In den folgenden beiden Jahren war er im Referat für Stadtforschung und Stadtentwicklung der Landeshauptstadt München tätig.
1973 wechselte er in das Bundesministerium für Raumordnung, Bauwesen und Städtebau. Dort war er unter anderem Persönlicher Referent des Staatssekretärs und Leiter mehrerer Referate. 1991 wurde er als Leiter der Abteilung Raumordnung und Städtebau zum Ministerialdirektor ernannt und war zuletzt Leiter der Abteilung Bauwesen und Städtebau. Im November 2003 schied er aus dem Bundesministerium aus.
Ab 1993 lehrte er als Honorarprofessor an der Fakultät für Raumplanung der Universität Dortmund sowie ab 1998 an der Juristischen Fakultät der Humboldt-Universität zu Berlin. Er war bis 2013 Präsident der Deutschen Akademie für Städtebau und Landesplanung und war stellvertretender Vorsitzender der Deutschen Stiftung Denkmalschutz.
Krautzberger starb 2021 im Alter von 78 Jahren und wurde auf dem Kölner Melaten-Friedhof beigesetzt.

## Ehrungen
- 2013: Verdienstkreuz am Bande der Bundesrepublik Deutschland

## Werke
- Ulrich Battis, Michael Krautzberger, Stephan Mitschang, Rolf-Peter Löhr, Olaf Reidt: Baugesetzbuch: Kommentar, C.H. Beck Verlag, München, (1. Auflage 1984), 16. Auflage 2025, 1955 Seiten; C.H.BECK; ISBN 978-3-406-81725-0
- Ernst, Zinkahn, Bielenberg, Krautzberger: Baugesetzbuch. Standard-Kommentar zum BauGB. C.H. Beck, München, ISBN 978-3-406-38165-2.
- Michael Krautzberger, Wilhelm Söfker: Baugesetzbuch mit ergänzenden Vorschriften.: Rehm, Heidelberg 2016, ISBN 978-3-8073-0315-4.
- Städtebauförderungsrecht: Kommentar,  C.H. Beck Verlag, Loseblattsammlung.
- Michael Krautzberger, Bernhard Stüer: BauGB-Novelle 2013. Gesetz zur Stärkung der Innenentwicklung in den Städten und Gemeinden und weiteren Fortentwicklung des Städtebaurechts. In: Deutsches Verwaltungsblatt (DVBl) 2013, S. 805–815.
- Die «Innenentwicklungsnovelle 2013». In: Grundstücksmarkt und Grundstückswert (GuG) 2013, 193 ff.
- Dieter J. Martin, Michael Krautzberger (Hrsg.): Handbuch Denkmalschutz und Denkmalpflege – einschließlich Archäologie, Recht, fachliche Grundsätze, Verfahren, Finanzierung. Hg. in Zusammenarbeit mit der Deutschen Stiftung Denkmalschutz, C. H. Beck Verlag, München 2004, ISBN 3-406-51778-1.